# Н. А. Некрасов в период «Последних песен»
«Н. А. Некрасов в период „Последних песен“» — картина русского художника Ивана Крамского (1837—1887), написанная в 1877—1878 годах. Картина является частью собрания Государственной Третьяковской галереи (инв. 670). Размер картины — 105 × 89 см.
Использовалось также другое название картины — «Портрет Н. А. Некрасова на постели».

## История
В начале 1877 года Павел Третьяков предложил Крамскому написать портрет Николая Некрасова. К тому времени уже было известно, что поэт неизлечимо болен. Крамской работал дома у Некрасова с 7 по 16 февраля 1877 года. Результатом этой работы был портрет «головы без рук», впоследствии использованный при написании изображения Некрасова в постели, которое было окончено в 1878 году, уже после смерти поэта, скончавшегося 27 декабря 1877 года (по новому стилю — 8 января 1878 года).
Картина была куплена у автора Павлом Третьяковым в 1878 году. Она была представлена на 6-й выставке Товарищества передвижных художественных выставок («передвижников») в Москве в 1878 году.

## Описание
Холст с изображением полулежащего на постели Некрасова состоит из нескольких частей. Изображение головы поэта является именно тем портретом «головы без рук», который был написан Крамским у постели больного Некрасова в феврале 1877 года — эта часть картины приделана к основному холсту, на котором можно увидеть связанные с этой операцией швы.
Комната, в которой находится Некрасов — именно та, в которой он работал на протяжении двух десятилетий. На стене находятся портреты Николая Добролюбова и Адама Мицкевича, за изголовьем виден бюст Виссариона Белинского.
Как следует из письма Крамского Павлу Третьякову, написанного в апреле 1877 года, изначально портрет задумывался несколько по-другому:
Скажите мне, оставите ли Вы для себя другой портрет Некрасова? Вся фигура на постели, когда он пишет стихи (а какие стихи его последние, самая последняя песня 3 марта «Баюшки-баю»! Просто, решительно одно из величайших произведений русской поэзии!). Голова в том же повороте, в руке карандаш, бумажка лежит тут же, слева — столик с разными принадлежностями, нужными для него, над головой шкаф с оружием охотничьим, а внизу будет собака.